# Sylvánské zelené

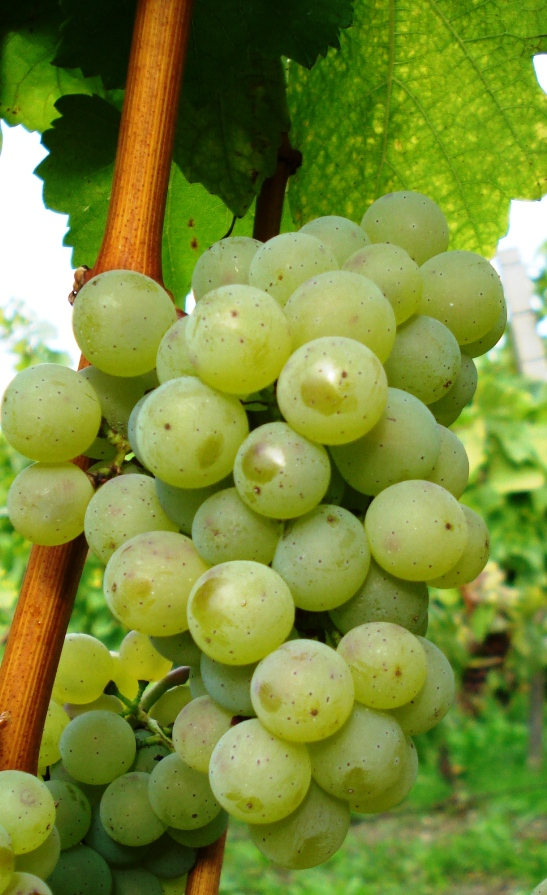
Hrozen odrůdy Sylvánské zelené

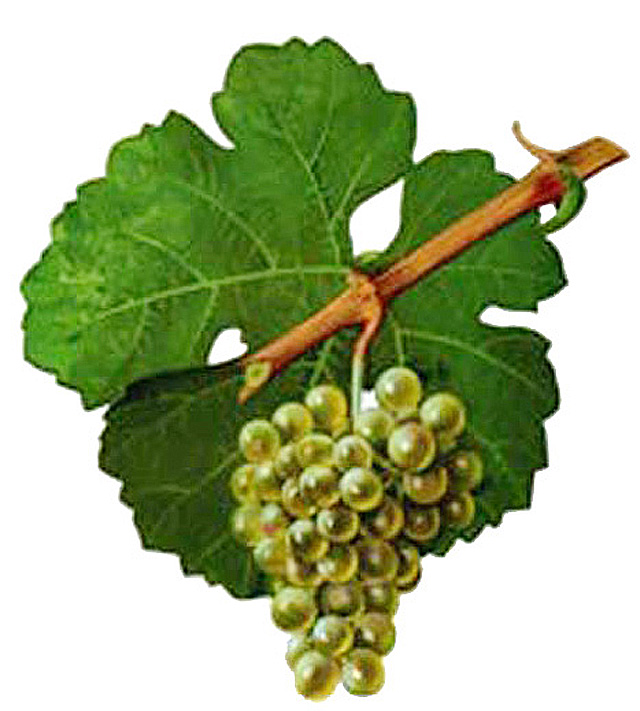
Zobrazení odrůdy Sylvánské zelené z publikace Ampélographie, Viala et Vermorel

Sylvánské zelené (zkratka SZ, název dle VIVC Silvaner Grün) je starobylá moštová odrůda révy vinné (Vitis vinifera), určená k výrobě bílých vín. Vznikla samovolným křížením odrůd Rakouské bílé (Österreichisch Weiss) × Tramín červený. Ještě počátkem 20. století patřila k nejrozšířenějším odrůdám ve Střední Evropě.

## Popis
Réva vinná (Vitis vinifera) odrůda Sylvánské zelené je jednodomá dřevitá pnoucí liána, dorůstající v kultuře až několika metrů. Kmen tloušťky až několik centimetrů je pokryt světlou borkou, která se loupe v pruzích. Úponky umožňují této rostlině pnout se po pevných předmětech. Růst je středně bujný, olistění keřů je husté. Včelka je zelená, bělavě ochlupená. Vrcholek letorostu je světle zelený, lesklý, hladký, jemně, řídce ochlupený. Letorost je zelený. Jednoleté réví je světle červenohnědé, tečkované, vyzrává hůře. Zimní pupeny jsou malé, zahrocené.
List je středně velký, okrouhlý, málo členěný, tří- až pětilaločnatý s mělkými výkroji. Čepel je zvlněná, spodní strana listu je velmi jemně chloupkatá. Řapíkový výkroj je lyrovitý, otevřený, řapík je krátký až středně dlouhý, narůžovělý. Podzimní barva listů je žlutá.
Oboupohlavní pětičetné květy v hroznovitých květenstvích jsou žlutozelené, samosprašné. Plodem jsou středně velké (15 × 14 mm, 1,1–1,8 g), okrouhlé, v hustých hroznech deformované bobule, které jsou zelené, při vyzrání a dobrém oslunění až zlatožluté, s hnědými skvrnami. Dužina je rozplývavá, méně šťavnatá, příjemné, neutrální chuti, proto SZ dříve sloužilo jako stolní hrozen. Slupku má středně pevnou, dosti silnou. Semeno je hruškovité nebo elipsoidní, malé až střední, zobáček je krátký, rovný a tupý. Hrozny jsou malé až středně velké (12 × 8 cm, 90–130 g), válcovitě-kuželovité, husté a kompaktní, jednoduché, tedy většinou bez křidélek, s krátkou stopkou.

## Původ a rozšíření
Sylvánské zelené je starobylá, středně pozdní moštová odrůda révy vinné (Vitis vinifera), jedna z nejstarších evropských odrůd. Již Gaius Plinius Secundus zmiňuje v 1. stol. po Kr. z oblasti Panonie odrůdu s podobnými vlastnostmi. Sylvánské zelené pochází patrně z oblasti toku Dunaje, dnes se soudí, že z okolí Kremže (Krems, Dolní Rakousko), dříve se uvádělo jako místo původu Sedmihradsko (Transylvánie), ale tam se odrůda začala pěstovat až kolem roku 1870.
Na rakouský původ odrůdy ukazuje nejen její starší německý název Oesterreicher, ale hlavně analýza DNA, odrůda totiž vznikla samovolným křížením odrůd Rakouské bílé (Österreichisch Weiss) a Tramín červený. Rakouské bílé je stará autochtonní odrůda, pěstovaná kdysi na území dnešního Rakouska, potomek odrůdy Gouais blanc (Heunisch). Vína odrůdy Rakouské bílé bývala mísena do cuvée s víny odrůdy Tramín červený a nazývána „Grinzinger“ (vína, pocházející z obce Grinzing, dnes tvořící součást Vídně), vína měla velmi dobrou pověst. Odrůda Rakouské bílé byla v minulosti zaměňována s odrůdou Veltliner braun, tedy Veltlínské hnědé.
Ještě počátkem 20. století patřilo Sylvánské zelené k nejrozšířenějším odrůdám ve Střední Evropě, odrůda bývala velmi hojně pěstována hlavně ve státech bývalého Rakousko-Uherska a v Německu. První zmínky o pěstování odrůdy v Německu pocházejí z roku 1659, z oblasti Franken. Roku 2007 se v Německu pěstovala na 5.261 hektarech vinic, tvořila 5,2 % plochy všech vinic a nejhojnější byla v oblastech Rheinhessen, Falc a Franken. V Rakousku, tedy v zemi původu odrůdy, je dnes pěstována minimálně, roku 2007 na 34 ha, tedy pouze na 0,1 % plochy vinic. Dále ji najdeme ve Francii, roku 2008 ve dvou registrovaných klonech na 1.603 hektarech, tvoří zde součást vín AOC Alsace (v Alsasku je vysazena na 21 % plochy vinic). Na menších plochách je pěstována v Itálii, Švýcarsku, na Slovensku (142 ha roku 2007, tedy 1 % plochy vinic), celosvětově byla roku 2007 vysazena na cca 12.000 ha.
Ve Státní odrůdové knize České republiky je odrůda zapsána od roku 1941, od tohoto roku je zapsána též v Listině registrovaných odrůd na Slovensku. Kdysi byla nejrozšířenější odrůdou na Moravě, a proto se mu zde lidově říkalo „Morávka“. Z vinic byla postupně vytlačována odrůdou Neuburské, kterou později stihl stejný osud, když se objevila odrůda Müller-Thurgau. Kolem roku 1935 se podílela 12 % na celkové ploše vinic, počátkem devadesátých let minulého století již pouze 0,3 %, roku 1999 byl podíl vinic odrůdy 0,4 % a roku 2010 již 0,6 %. Průměrné stáří vinic této odrůdy roku 2010 činilo 14 let.
V ČR se pěstuje ve vinařské oblasti Čechy, na Moravě hlavně v Mikulovské podoblasti.

## Název
Název odrůdy pochází z latiny, je odvozen buď od slova „silva“, tedy les, nebo od slova „saevum“, v překladu „divoký“. Dříve se totiž předpokládalo, že odrůda byla vyšlechtěna z původní, divoké, „lesní“ révy Vitis vinifera ssp. sylvestris. Zajímavé je, že podobně vznikl název odrůdy Sauvignon, který je odvozen od francouzského slova „sauvage“, v překladu „divoký“. V minulosti se z názvu odrůdy usuzovalo, že pochází z oblasti Transylvánie. V některých publikacích je uvedeno, že název je odvozen od jména římského boha lesů a přírody (Silvanus).
Další, lokálně používaná synonyma odrůdy Sylvánské zelené jsou : Сильванер, Салфин, Селиван, Крупный Рислинг, Немецкий Рислинг, Сильванер зеленый (vše Rusko), Arvine, A. Grande, Augustiner Weiss, Augusttraube Weiße, Beregi Szilváni, Bötzinger, Cilifantli, Clozier (Francie), Cynifadl Zeleny, Cynifal, Cynfál Zelený, Feuille Ronde, Fliegentraube, Frankenriesling (USA, Španělsko), Frankentraube (Německo), Fűszeres Szilváni (Maďarsko), Gamay Blanc (mylně), Gelber Sivaner, Gentil Vert, Grande Arvine (Chile), Gros Plant du Rhin, G. Rhin, G. Riesling, Grünedel, Grünfränkisch, Grüner Silvaner, G. Sylvaner, G. Zierfandl, G. Zirfahndler, G. Zirfantler, Grünfränkisch, Grünlich Gelber Sylvaner, Häusler Schwarz, Johannisberger, L'auxerrois, Mishka, Monterey Riesling, Morávka, Mourton, Muška, Musza, Nemetskii Rizling, Nemezki Risling, Österreicher, Pepitraube, Picardon Blanc, Plant du Reno, P. du Rhin, Raisin d'Autriche, Rhin, Rundblatt, Salfin, Salfine Bely, Salvaner, Salviner, Scharvaner, Scherwaner, Schönfeilner, Schwäbler (Francie), Schwübler, Sedmogradka, Sedmogradska Zelena, Seleni Kleshez, Selenzhiz, Selivan, Silvain Vert, Silvanac Zeleni, Silvaner Bianco, S. B. Franken, S. Blanc, S. Verde, Silvani Zoeld, Silvania, Sonoma Riesling, Sylvan Zelený, Sylvaner 8B C2 (Itálie), S. Verde, S. Vert, Sylvanertraube, Szilváni Fehér (Maďarsko), Tschafahndler, Yesil Silvaner, Weißblanke, Weisser Augustiner, W. Österreicher, W. Sylvaner, Zelencic, Zierfandl, Zierfandler (mylně, Rakousko, Itálie), Zierifandel, Zinifal, Zöld Silvani (Maďarsko), Z. Szilvani, Zöldsilvani, Zöldszilváni.

## Mutace a klony odrůdy
Moderní klonovou selekci začal provádět roku 1876 Gustav Adolf Froehlich právě na odrůdě Sylvánské zelené. Cíleně množil nejplodnější keře těch nejpříhodnějších vlastností. Jím vyšlechtěný klon s názvem „Froelich-Sylvaner“ byl dlouhou dobu uváděn jako samostatná odrůda.
V Německu je registrován též tetraploidní klon odrůdy Sylvánské zelené, zapsaný v katalogu odrůd VIVC jako samostatná odrůda. Dále se na vinicích vyskytují a vzácně pěstují odrůdy Silvaner Rot (Sylvánské červené) a Silvaner Blau (Sylvánské modré), obě jsou mutacemi odrůdy Sylvánské zelené.

## Pěstování
Špatné vyzrávání dřeva na podzim a vyšší úrody zvýrazňují citlivost odrůdy na zimní mrazy. Plodnost dřeva je 80 %, průměrný počet hroznů na výhon 1,3 (na plodonosný 1,6). Odrůda je méně až středně odolná jarním mrazům. Vhodné jsou menší tvary středního a rýnskohesenského vedení s hustší výsadbou a nižším zatížením keřů, 6–7 oček na m². Velmi dobře plodí i na krátkých čípcích. Také lze použít vedení Vertiko s krátkým řezem. Vhodné jsou podnože SO-4, 125 AA, K 5BB. Je náročná na množství a kvalitu zelených prací v době vegetace, což dobře a snadněji zajišťují malopěstitelé. Sklizně se pohybují v rozmezí (8) 10–13 t/ha při cukernatosti 16–19 °NM a aciditě 8–11 g/l.

### Fenologie
Vegetační cyklus odrůdy trvá 140 dní při sumě aktivních teplot (SAT) 2700–2800 °C. Raší raně, koncem první dekády dubna, tvoří mnoho zálistků, při rašení se probouzí mnoho spících oček. Kvete raně, v první dekádě června, bobule měknou v polovině srpna a hrozny se sbírají koncem září až začátkem října (na Krymu dozrává od začátku do poloviny září).

### Choroby a škůdci
Proti plísni révové (Plasmopara viticola), červené spále (Pseudopeziza tracheiphila), černé skvrnitosti (Phomopsis viticola) a plísni šedé (Botrytis cinerea) je středně odolná. Citlivá je na padlí révové (Uncinula necator). Odolnost proti škůdcům je na běžné úrovni.

### Poloha a půdy
Nesnáší vyšší obsah vápníku v půdě. Má vysoké požadavky na polohu, vyžaduje teplejší polohy, aby dobře vyzrávalo dřevo a hrozny. Nehodí se do lokalit s výskytem silných zimních mrazů, odolává průměrně, do −20 °C. Poměrně s úspěchem je pěstována v severočeské vinařské oblasti a na Slovensku, v malokarpatské oblasti (Limbach). Dobře prospívá ve vododržných hlinitých půdách. Na suchých stanovištích vznikají růstové deprese. Daří se jí i na těžkých půdách.

## Víno

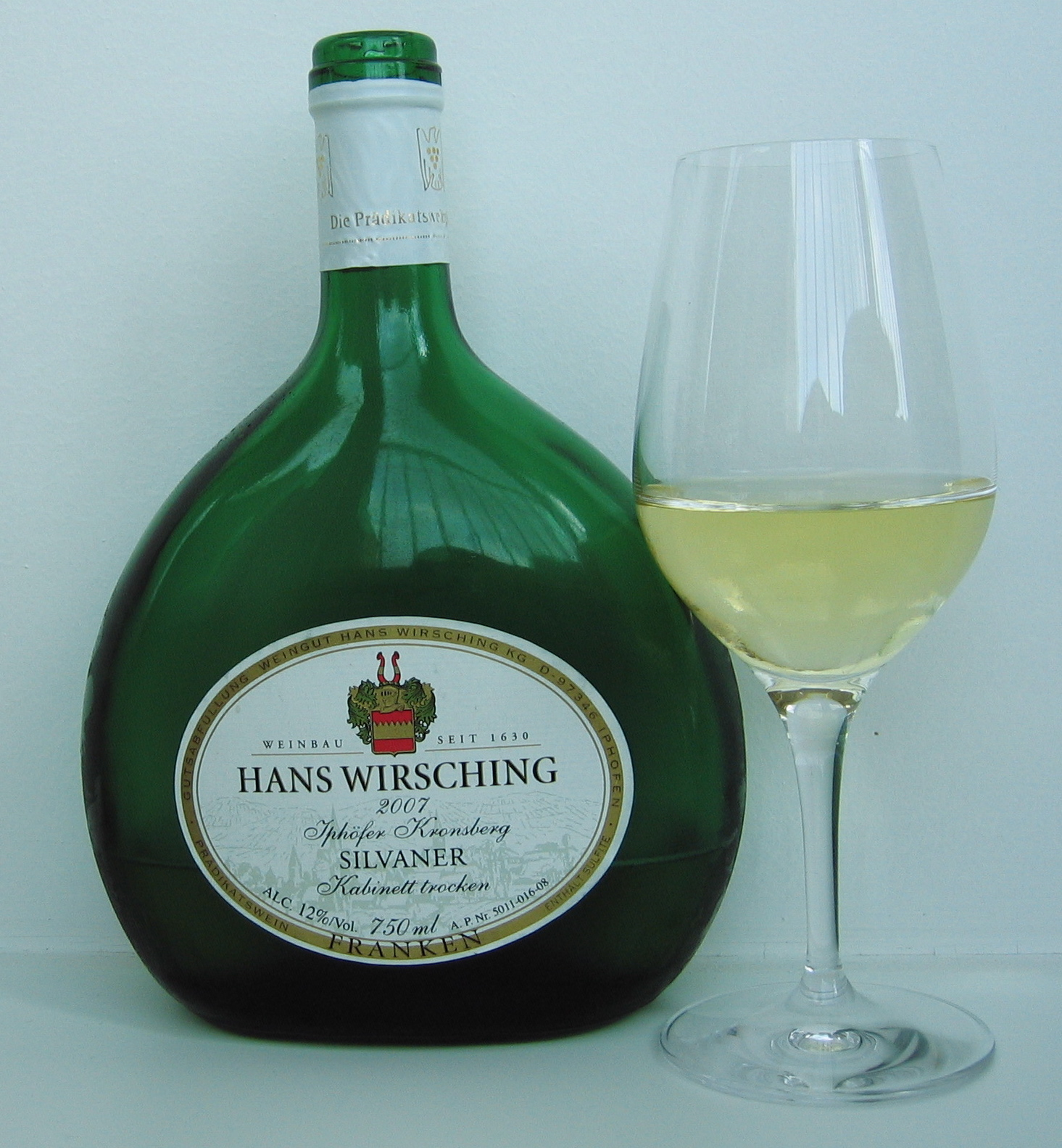
Typická láhev „bocksbeutel“ z německé oblasti Franken se sklenkou sylvánského

Z odrůdy Sylvánské zelené lze vyrábět jakostní a přívlastková vína všech stupňů, nejvhodnější však je výroba ve stupních kabinet a pozdní sběr. Kabinet, vyrobený metodou řízeného kvašení, má výrazný aromatický projev a svěží kyselinku. Pro pozdní sběr je vhodné použít k uvolnění aromatických látek z bobulí krátkodobé macerace rmutu v řízených podmínkách. Při neredukovaných sklizních bývají mladá vína SZ tvrdá a hrubá. Je-li výnos přiměřený, pak se kyseliny rychle odbourávají a víno může být naopak někdy až příliš fádní.
„Sylvánské“ se dříve hojně užívalo do směsí s tvrdšími víny (Ryzlink vlašský na Slovácku). Většinou sloužilo jako běžné, suché, stolní víno k prostým jídlům. Typické odrůdové víno má žlutozelenou barvu a pikantní vůni, u mladších vín travnatou až angreštovou. Chuť je plná, extraktivní, mírně kořenitá, v mládí s vyšší kyselinkou. Víno je neutrálního typu a při nižší sklizni mírně kořenité chuti bez zvláštních aromatických látek. Při vyšší vyzrálosti hroznů dává predikátní vína, která zráním na láhvi nabývají na olejovitosti, hladkosti a vláčné harmonii, v aroma se objevují květy akátu, minerální a vegetální tóny. Vína jsou vhodná ke střednědobé archivaci.

### Stolování
Vína jsou výborná pro společenské události, neboť jejich pití neunavuje. Jsou to neutrální vína, která nenarušují chuť jemných jídel. Vhodná jsou k pokrmům z králíka, k drůbeži či vepřovému masu, předkrmům a smetanové omáčce.